# 斯韋特洛戈爾斯克區

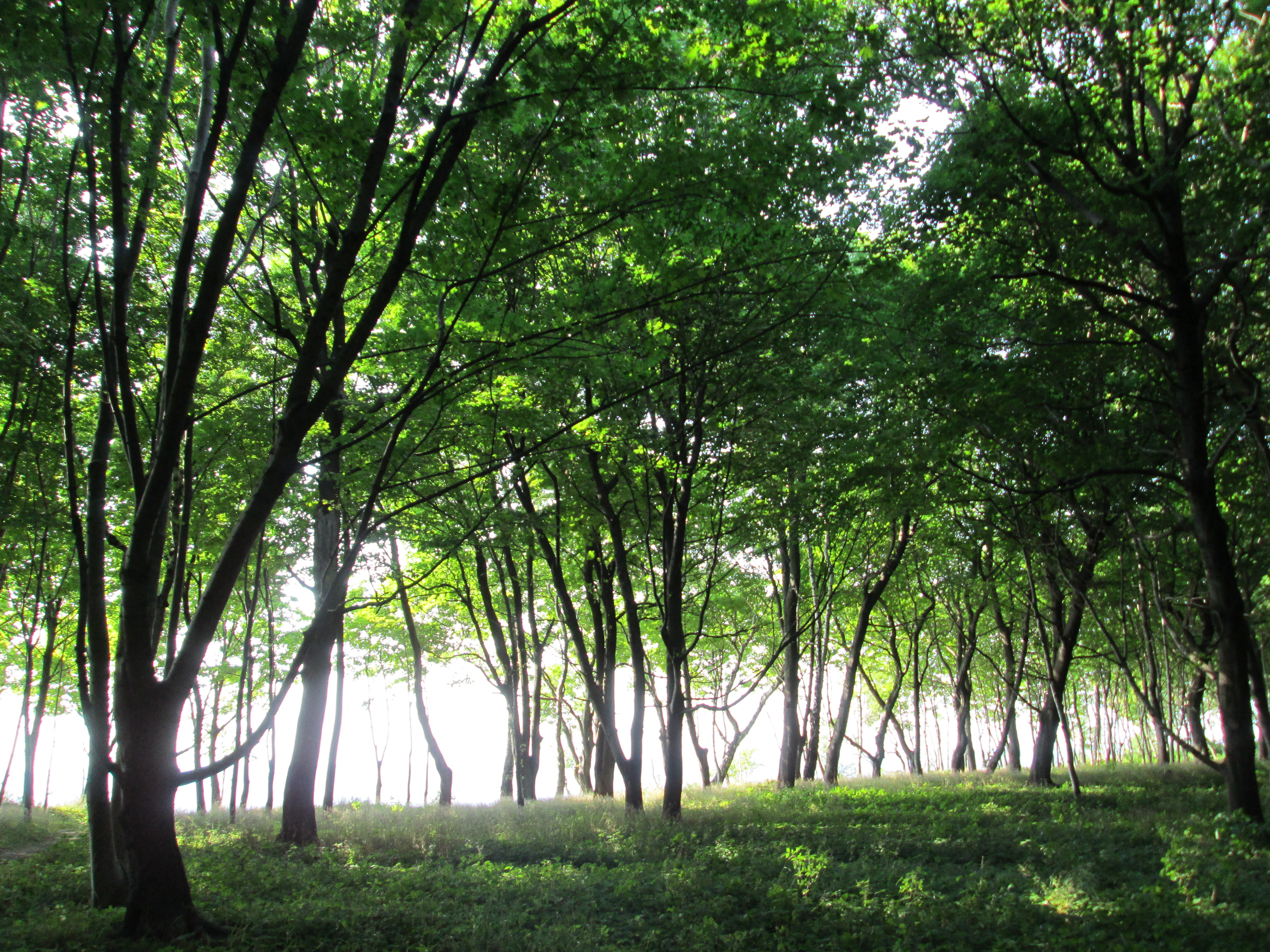

54°56′N 20°09′E / 54.933°N 20.150°E
斯韋特洛戈爾斯克區（俄语：Светлогорский район），是俄羅斯的一個區，位於該國西北部，由加里寧格勒州負責管轄，面積33.16平方公里，2010年人口14,875，人口密度每平方公里448.58人。